# 님라트 카우르
님라트 카우르(힌디어: निम्रत कौर, 영어: Nimrat Kaur, 1982년 3월 13일 ~ )는 인도의 배우이다.

## 출연 작품
- 에어리프트 (2016)
- 런치박스 (2013)